# Nationale Veiligheidsdienst (Armenië)
De Nationale Veiligheidsdienst van Armenië (Armeens: Հայաստանի Հանրապետության Ազգային Անվտանգության Ծառայություն) is de overheidsinstelling van de republiek Armenië die verantwoordelijk is voor de nationale veiligheid en inlichtingendienst. Het hoofdkwartier is gevestigd in het district Kentron van de hoofdstad Jerevan.
De dienst werd opgericht op 4 december 1992 na de onafhankelijkheid van Armenië. Artur Vanesyan is sinds 10 mei 2018 de directeur van de Nationale Veiligheidsdienst.